# Torneo de Budapest
El Torneo de Budapest, oficialmente Gazprom Hungarian Open, es un torneo de tenis de la ATP que se realiza en Budapest, Hungría. Se lleva a cabo desde 2017, y se juega sobre pistas de tierra batida al aire libre, siendo de categoría ATP World Tour 250.

## Palmarés

### Individual masculino
| Año  | Campeón           | Subcampeón       | Resultado     |
| ---- | ----------------- | ---------------- | ------------- |
| 2017 | Lucas Pouille     | Aljaž Bedene     | 6-3, 6-1      |
| 2018 | Marco Cecchinato  | John Millman     | 7-5, 6-4      |
| 2019 | Matteo Berrettini | Filip Krajinović | 4-6, 6-3, 6-1 |

### Dobles masculino
| Año  | Campeones                    | Subcampeones                      | Resultado           |
| ---- | ---------------------------- | --------------------------------- | ------------------- |
| 2017 | Brian Baker Nikola Mektić    | Juan Sebastián Cabal Robert Farah | 7-6(2), 6-4         |
| 2018 | Dominic Inglot Franko Škugor | Matwé Middelkoop Andrés Molteni   | 6-7(8), 6-1, [10-8] |
| 2019 | Ken Skupski Neal Skupski     | Marcus Daniell Wesley Koolhof     | 6-3, 6-4            |